# Baddrol Bakhtiar
Baddrol Bakhtiar (* 1. Februar 1988 in Sungai Petani), mit  vollständigen Namen Baddrol Bin Bakhtiar, ist ein malaysischer Fußballspieler.

## Karriere

### Verein
Baddrol Bakhtiar steht seit mindestens 2006 beim Kedah FA unter Vertrag. Der Verein aus Alor Setar spielte in der ersten Liga des Landes, der Malaysia Super League. Die Saison 2006/2007 und 2007/2008 wurde er mit Kedah malaysischer Meister. Ebenfalls gewann er den Malaysia Cup sowie den Malaysia FA Cup. Vizemeister wurde er 2007/2008 und 2009. 2010 stand er wieder im Finale des FA Cup. Das Endspiel verlor man gegen Negeri Sembilan FA im Elfmeterschießen. Ende 2012 stieg er mit Kedah in die zweite Liga ab. Nach drei Jahren in der Malaysia Premier League stieg man als Meister 2015 wieder in die erste Liga auf. Nach Aufstieg gewann er mit Kedah 2016 den Malaysia Cup, 2017 und 2019 den Malaysia FA Cup sowie 2017 den Malaysia Charity Cup. 2020 feierte er mit Kedah die Vizemeisterschaft. Nach fast 300 Ligaspielen wechselte er im Dezember 2021 zum ebenfalls in der ersten Liga spielenden Sabah FC.

### Nationalmannschaft
Baddrol Bakhtiar spielte 2010 einmal in der U22-Nationalmannschaft. Seit 2009 spielt er für die malaysische A-Nationalmannschaft. 2014 stand er im Finale der Südostasienmeisterschaft. Hier verlor man in zwei Endspielen gegen Thailand mit insgesamt 4:3.

## Erfolge

### Verein
Kedah FA
- Malaysia Super League

Meister: 2006/07, 2007/08
Vizemeister: 2007/08, 2009, 2020
- Malaysia Premier League: 2015  ▲
- Malaysia Cup

Sieger: 2006/07, 2007/08, 2016
Finalist: 2015, 2017
- Malaysia FA Cup

Sieger: 2006/07, 2007/08, 2017, 2019
Finalist: 2010
- Piala Sumbangsih: 2017

### Nationalmannschaft
- Südostasienmeisterschaft: 2014 (Finalist)